# フーゴ・シュペルレ
フーゴ・シュペルレ（Hugo Sperrle、1885年2月7日 - 1953年4月2日）は、ドイツの陸軍軍人、空軍軍人。最終階級は空軍元帥。

## 生い立ち
シュペルレは、1885年2月2日にルートヴィヒスブルク(Ludwigsburg)で生まれる。1903年、士官候補生として第8ヴュルテンブルク歩兵連隊に入隊し、翌年には少尉に任官した。
第一次世界大戦が勃発する前年の1913年に中尉に昇進した。

## 第一次世界大戦
第一次世界大戦が勃発した1914年末に大尉へ進級した。
この年シュペルレは、砲撃弾着観測将校の訓練を受け、偵察将校として第4野戦飛行分遣隊に配属される。その後、操縦訓練を受け、第42野戦飛行分遣隊、第13野戦飛行団の指揮官を歴任した後、航空観測学校の校長に転じ、大戦終結時には、西部戦線の第7軍に配属された全ての航空部隊の指揮官となっている。

## ヴァイマル共和国から第二次世界大戦開戦まで
第一次世界大戦後は、ヴェルサイユ条約で兵力10万人に制限されたヴァイマル共和国の陸軍（Reichsheer）に選び残された。
航空将校から歩兵将校に戻ったシュペルレは、1919年から1923年に掛け第5軍管区の幕僚を務めた後、翌1924年まで国防省で勤務した。その後、1924年までドレスデンの第4歩兵師団に配属された。
1925年国防省に幕僚として戻り、1928年には、ソ連のリペツクにあるドイツの秘密基地に送られ、高等操縦訓練を受けた。1929年まで国防省の幕僚勤務した後、第14歩兵連隊第III大隊長に転じ、1926年に少佐、1931年に中佐へ進級した。
1934年4月1日、当時まだ秘密の存在であったドイツ空軍（ドイツ航空省）に大佐として入営し、第1飛行師団長に補された。また兼任で陸軍飛行隊司令官も務めた。
1935年3月16日、アドルフ・ヒトラーは、ヴェルサイユ条約の軍事制限条項を破棄、再軍備宣言をし、ドイツ空軍の存在を世界に公表した。これに伴い、正式に陸軍から空軍へ移籍され、第2航空管区司令官となりる。同年10月には少将へ進級し、ミュンヘンの第V航空管区司令官に転任した。
1936年7月スペイン内戦が勃発すると、フランシスコ・フランコ将軍率いる国民戦線軍を支援するため組織された、コンドル軍団の初代司令官としてスペイン内戦に従軍した。

## 第二次世界大戦

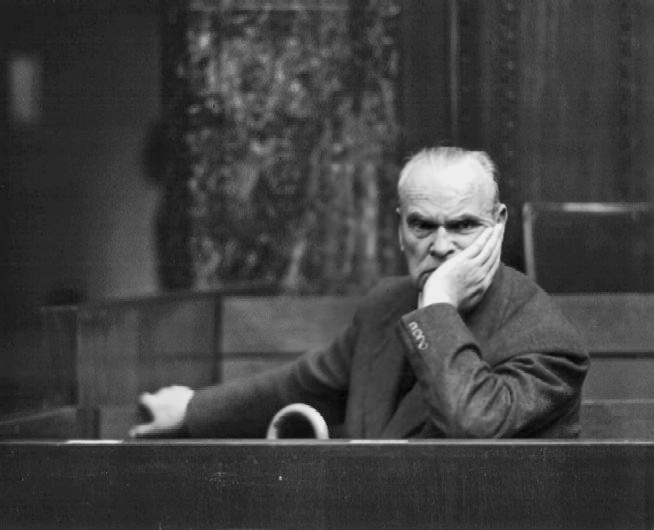
ニュルンベルク裁判の被告席に座るシュペルレ。

第二次世界大戦が勃発した1939年9月には、西部国境地帯で第3航空艦隊の司令官としてドイツ南西部の防空に、翌1940年のフランス他、西方諸国をめぐる戦いでも同航空艦隊を指揮し、その功によりフランス降伏後の7月19日、ベルリンのオペラハウスでエアハルト・ミルヒ、アルベルト・ケッセルリンクと共に空軍元帥に任じられた。
その後開始されたバトル・オブ・ブリテンでも同航空艦隊司令官として主導的役割を果たしたが、作戦は失敗に終わった。作戦後も同航空艦隊の司令官に留任したが、1944年6月のノルマンディー上陸作戦におけるドイツ空軍の敗退の責任を問われ、8月19日に司令官を解任される。
1945年5月1日、イギリス軍に逮捕され、ニュルンベルク継続裁判の1つ国防軍最高司令部裁判の被告にされたが、1948年10月27日、無罪の判決を受けた。1953年、ミュンヘンで死去。